# Zlatan
Zlatan (serb. Златан) – imię męskie pochodzenia słowiańskiego. Popularne jest zwłaszcza wśród narodów południowosłowiańskich; Chorwatów, Serbów, Boszniaków, Macedończyków, Bułgarów i  Sloweńców. Wywodzi się od południowosłowiańskiego słowa zlato (serb. злато) oznaczającego w języku polskim złoto. Zdrobnienie imienia Zlatan to Zlatko, używane jest również jako samodzielne imię. Żeńskie formy tego imienia to Zlata i Zlatica.
Osoby o imieniu Zlatan obchodzą imieniny 18 października. W dniu tym wspominana jest (przez Bułgarski Kościół Prawosławny) święta Zlata Megleńska, która w 1796 r. została zabita przez Turków za odmowę przyjęcia islamu.
W Słowenii, wg danych na 2017 rok, imię Zlatan noszą 134 osoby, co czyni je 559. imieniem pod względem liczebności, z kolei imię Zlata nosi 681 osób, co daje mu 237. miejsce pod względem liczebności. Imię Zlatko nosi 2330 osób, co czyni je 103. pod względem liczebności, natomiast imię Zlatica nosi 199 osób, co daje mu 446. pozycję. W Chorwacji, wg danych na 2011 rok, imię Zlatan nosi 769 osób, Zlatko – 17 000 osób, Zlata – 6126 osób, natomiast Zlatica – 1818 osób.

## Znane osoby noszące imię Zlatan
Lista znanych osób noszących imię Zlatan lub Złatan.
- Zlatan Arnautović (ur. 1956) – bośniacki piłkarz ręczny
- Zlatan Alomerović (ur. 1991) – serbski piłkarz
- Zlatan Bajramović (ur. 1979) – bośniacki piłkarz
- Złatan Dudow (1903–1963) – bułgarski reżyser filmowy i scenarzysta
- Zlatan Ibrahimović (ur. 1981) – szwedzki piłkarz pochodzenia bośniackiego i chorwackiego
- Złatan Jordanow (ur. 1991) – bułgarski siatkarz
- Zlatan Ljubijankič (ur. 1983) – słoweński piłkarz
- Zlatan Muslimović (ur. 1982) – bośniacki piłkarz
- Zlatan Saračević (ur. 1956) – bośniacki lekkoatleta
- Zlatan Stipišić Gibonni (ur. 1968) – chorwacki muzyk
- Złatan Stojkow (ur. 1951) – bułgarski generał, były szef sztabu generalnego Suchopytni Wojski na Byłgarija